# Tchéquie au Concours Eurovision de la chanson 2017
La Tchéquie est l'un des quarante-deux pays participants du Concours Eurovision de la chanson 2017, qui se déroule à Kiev en Ukraine. Le pays est représenté par la chanteuse Martina Bárta et sa chanson My Turn, sélectionnées en interne. Le pays termine 13e en demi-finale avec 83 points, ce qui ne lui permet pas de se qualifier en finale.

## Sélection
Le diffuseur tchèque ČT confirme sa participation le 23 mai 2016. Le 15 février 2017 il est annoncé que la Tchéquie sera représentée par Martina Bárta. Sa chanson, intitulée My Turn, est publiée le 7 mars 2017.

## À l'Eurovision
La Tchéquie participe à la première demi-finale, le 9 mai 2017. Arrivé 13e avec 83 points, le pays ne s'est pas qualifié pour la finale.